# Еритрея на зимових Олімпійських іграх 2022
Еритрея взяла участь у зимових Олімпійських іграх 2022, що тривали з 4 до 20 лютого в Пекіні (Китай).
Збірна Еритреї складалася з одного гірськолижника. Шеннон-Огбнай Абеда як єдиний представник своєї країни ніс її прапор на церемонії відкриття.

## Спортсмени
Кількість спортсменів, що беруть участь в Іграх, за видами спорту.
| Вид спорту          | Чоловіки | Жінки | Загалом |
| ------------------- | -------- | ----- | ------- |
| Гірськолижний спорт | 1        | 0     | 1       |
| Загалом             | 1        | 0     | 1       |

## Гірськолижний спорт
Від Еритреї на Ігри кваліфікувався один гірськолижник, Шеннон-Огбнай Абеда, що відповідав базовому кваліфікаційному критерію. 
Чоловіки
| Спортсмен           | Дисципліна                    | 1-й спуск | 1-й спуск | 2-й спуск | 2-й спуск | Загалом | Загалом |
| Спортсмен           | Дисципліна                    | Час       | Місце     | Час       | Місце     | Час     | Місце   |
| ------------------- | ----------------------------- | --------- | --------- | --------- | --------- | ------- | ------- |
| Шеннон-Огбнай Абеда | Гігантський слалом (чоловіки) | 1:17.95   | 46        | 1:22.50   | 41        | 2:40.45 | 39      |